# Grabówka (powiat wodzisławski)
Grabówka (niem Grabowka) – wieś w Polsce położona w województwie śląskim, w powiecie wodzisławskim, w gminie Lubomia. Sołectwo Grabówka położona jest w środku Gminy Lubomia, ciągnie się od kopca poprzez wzgórze zwane Lichnowcem aż po stawy Wielikąt.
Początkowo jako dwór założona została w 1603 roku. Nazwa wsi pochodzi od grabu, Dwór Grabówka założyli Reiswitzowie. W 1730 roku Grabówka przechodzi na własność rodziny Lichnowskich i w ich rękach pozostawał do 1945 r. Od 1861 r. Grabówka notowana jest jako dwór i samodzielna wieś. W latach 1975–1998 miejscowość należała administracyjnie do województwa katowickiego.
Zabytki Grabówki to m.in. spichlerz z bardzo ciekawym portalem i kutymi drzwiami - obiekt o wyjątkowej architekturze pochodzący z XVIII wieku. Między Grabówką a Lubomią stoi figura św. Jana Nepomucena, ufundowana w 1738 r. przez rodzinę Lichnowskich. Na cokole znajduje się herb fundatora oraz napis po łacinie - fragment wiersza z Przypowieści Salomonowych, rozdz. XIV, wierdz 3: "W uściech niemądrego rózga pychy, lecz wargi mądrych strzegą ich".
Minister Kultury i Dziedzictwa Narodowego dwoma decyzjami z 18 października 2021 skreślił z rejestru zabytków dwór oraz oficynę dworską w Grabówce.

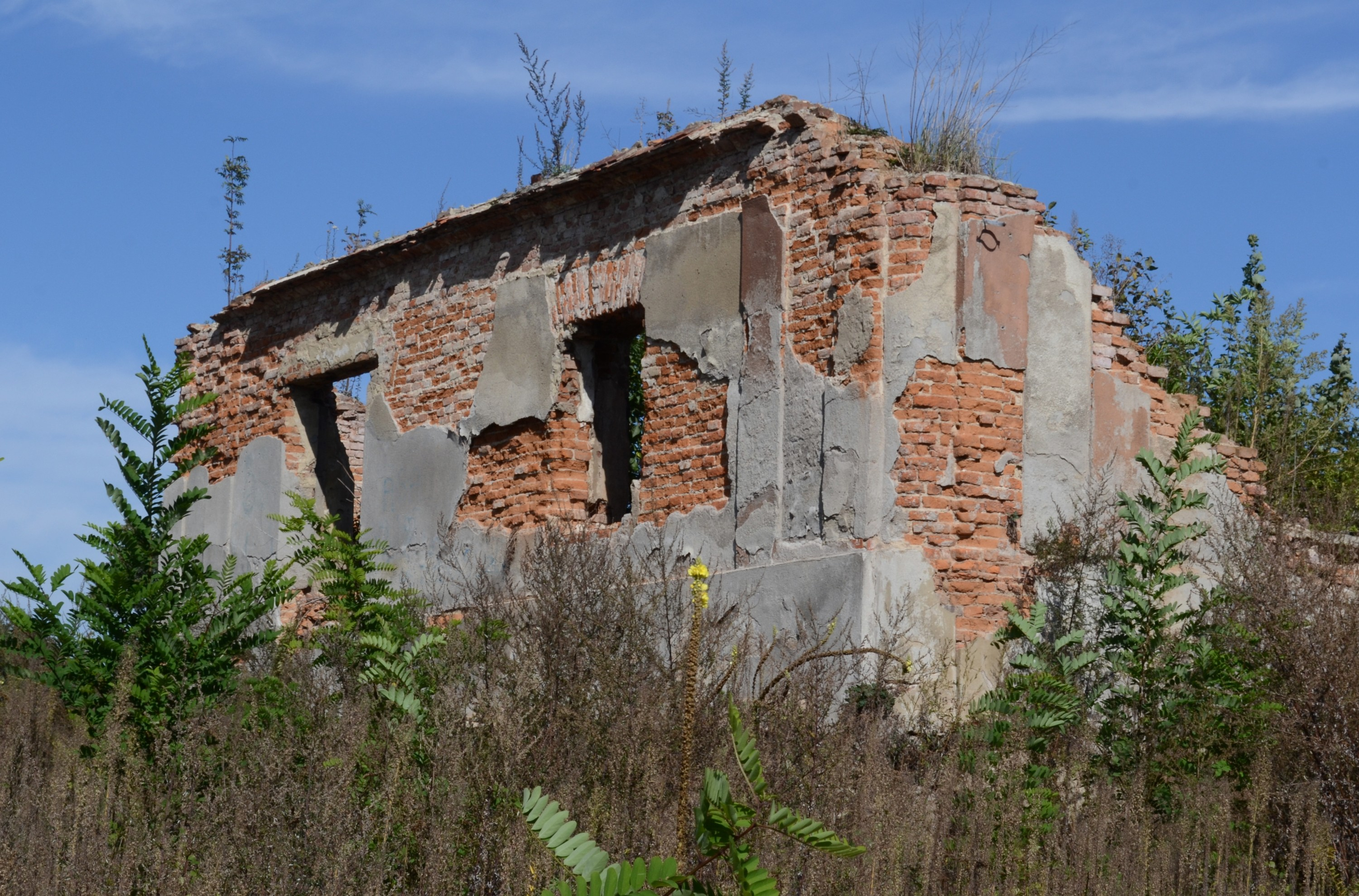
Ruiny dworu
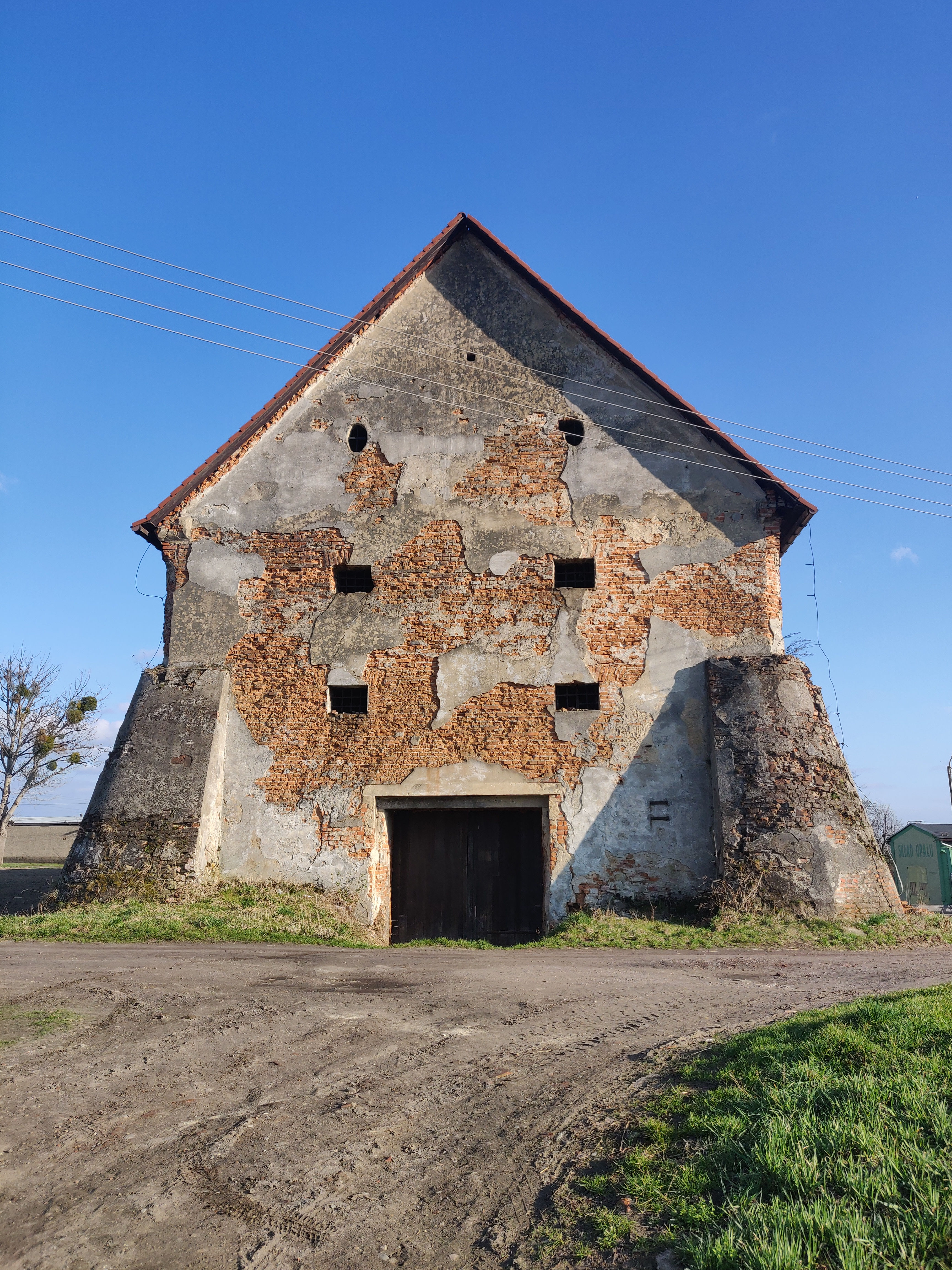
Zabytkowy spichlerz
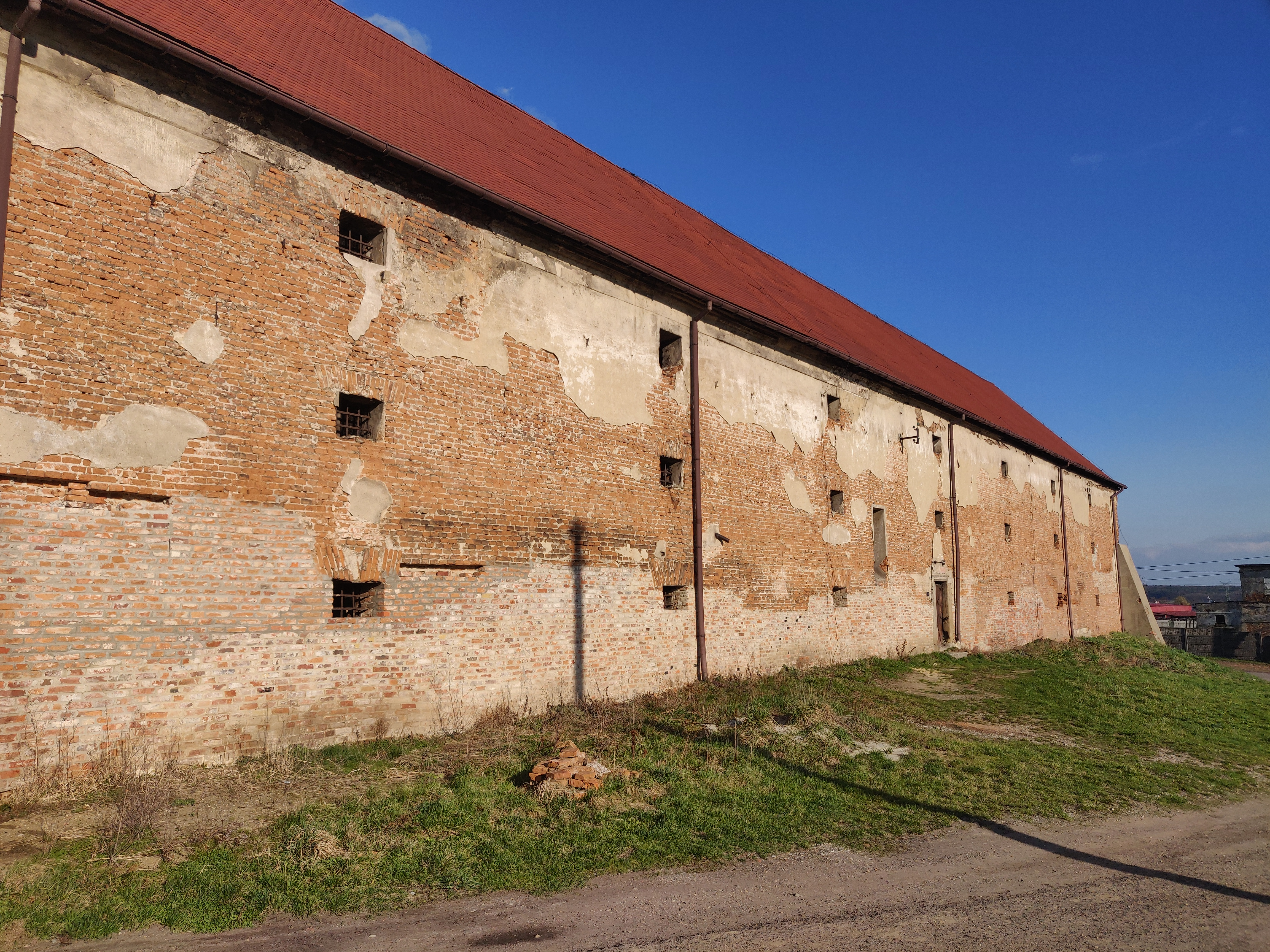
Zabytkowy spichlerz